# (19398) Creedence
(19398) Creedence est un astéroïde évoluant dans la ceinture principale, découvert le 2 mars 1998 par les astronomes italiens Piero Sicoli et Pierangelo Ghezzi depuis l'observatoire de Sormano.
Il est nommé en référence au groupe de rock américain Creedence Clearwater Revival dont le nom est souvent abrégé en Creedence.